# メテオスオンライン
メテオスオンライン（MeteosOnline）は、ニンテンドーDS用ソフトメテオスをQ ENTERTAINMENTがオンライン向けに開発・運営していた、Windows 98以降のWindowsを搭載したPC用のパズルゲーム。
2006年11月22日に正式サービス開始。2007年10月31日にサービス終了。
また、Q ENTERTAINMENTはNHN Japanと業務提携をしており、ハンゲームからもメテオスオンラインを遊ぶことができた。

## 概要
ルールなど詳しい説明はメテオスを参照すること
「メテオ」をずらし、縦か横に3つ以上並べる、というシステムはDS版の物と変わらないが、メテオを縦だけでなく横にも動かすことができたり、相手への攻撃のバリエーションが増えたりと、DS版のものよりもボリュームがアップしている。新システムに関する詳細は次項を参照。

## 新システム
オンライン版になるに当たって、以下のような新システムが追加されている。

### メテオの移動
従来のメテオスでは、縦にしかメテオを動かすことが出来なかったが、今作では横にもメテオを移動させることが出来るようになった。
基本的にはDS版でのタッチペンによる操作をマウスに、ボタンによる操作をキーボードに落とし込んでおり、双方を併用した操作も可能。キーコンフィグにも対応している。
DS版のボタン操作ではボタンを1回押すだけではメテオを一つずつにしか動かせなかったが、今作では予め設定しておいたキーボードのキーを押すことで、選択したメテオを降り積もったメテオの上下左右の最端まで高速で移動することが可能になっている。

### メテオの種類の増加
DS版メテオスで出現していた各種メテオに加え、「氷メテオ」と「毒メテオ」が追加された。「氷」は主に「フリーザム」などの寒冷状況の惑星に頻繁に出現し、一部の「水メテオ」が出現する惑星にも稀に出現する。「毒」は「リモチューブ」、「ブビット」、「ディジェ」に登場することが確認されている。ちなみに、「毒」は「光メテオ」や「闇メテオ」以上に入手しづらくなっている。また、「レアメタル」も従来は「魂」と「時」の2つだけだったが、新たに「氣」のレアメタルが追加された。2007年6月1日時点で「氣」が手に入るのはヘブンズドアのみである。

### 滅亡までのシステム
DS版メテオスでは、大気圏外にメテオが積もった瞬間から一定時間経過すると滅亡し、ゲームの経過時間に反比例して滅亡までの時間が減少していくシステムとなっていたが、今作ではHP制に変更されており、大気圏外にメテオが積もった瞬間から自分のアバターの周りを囲んでいるHPゲージが削られていき、ゲージが0になると滅亡となる。このシステムでは、試合の経過時間に関係なく1秒当たりのHP減少量は一定の値を保つ。ただし、惑星ごとに1秒当たりのHP減少量の値は異なっており、違う種類の惑星が同時にHPを削り始めた場合、滅亡までの時間に差が出ることがある。
また、一度減少したHPはアイテムによる回復、または滅亡しない限り（フェニックスモードのみ）、再び増加することは無い。よって、DS版の様に大気圏外まで積もらせておいて大量に打ち上げる、というテクニックが通用しなくなっている。
なお、攻撃メテオが大気圏外まで積もっても、攻撃メテオが還元されるまでHPが削られることは無いが、「オーバフロー」によって削られることがある。

### 攻撃のバリエーションの追加
相手へ攻撃メテオを送る際、従来の攻撃方法に加え、以下の特殊攻撃を選択して攻撃することが出来る。
列柱落とし
相手のフィールド上に攻撃メテオを縦1列に積もらせた状態で送るため、相手がすぐに点火しづらい状況を作り出す。また、この攻撃が来たときから、列柱落としで送られてきた攻撃メテオが還元されるまで、他の攻撃メテオが振ってこないため、さらに点火しづらい状況となる。攻撃メテオを約70個以上送ると発動し、1回の攻撃で3本まで相手に送ることが出来る。
燃えカス流星群
相手へ送ったメテオが相手方に流星群のようにバラバラに降り、時間をかけて相手のフィールド上に降り積もっていく攻撃。メテオが還元するまでの時間が全てのメテオで異なるため、相応の妨害効果を生む。相手の惑星には通常降らないメテオを含んだ攻撃メテオを送りつけた際に最も効果を発揮する。攻撃メテオを約10個以上送ると発動。
ダークマター
特殊メテオ「ダークマター」を相手に送りつける攻撃。攻撃メテオを約100個送ると発動し、1回の攻撃で3個まで相手に送ることが出来る。これはレアメタルのようにフィールド上に積もったメテオや打ち上げたメテオを粉砕し、着地後は縦にも横にも動かすことが出来なくなる。これが1つ在るだけでメテオスの肝である全消しがほぼ封じられる事となるため、あらゆる局面、展開に於いて非常に強力な攻撃方法である。なお、爆弾やフィールドクリーナーなどのアイテムを使用することで破壊・除去が可能。

### オーバーフロー
攻撃メテオが大量に飛来し、なおかつメテオがフィールドいっぱいに積もった状態で更に相手から攻撃メテオを送られると、「オーバフロー」状態となりHPが削られる。大気圏外に積もったメテオの量に比例して削られるHPの量が増加する。また、多数の人間から攻撃を同時に受けると、その人数と同じ回数だけオーバーフローが発生する。

### フレンドメテオ・フレンドコンボ
各種チーム戦にて、攻撃メテオを味方に送ることで、攻撃メテオが「フレンドメテオ」（以下FM）に変化する。FMを送られた側には、レアメタルのようにフィールド上に積もったメテオや打ち上げたメテオを破壊しながら一つだけ飛来する。また、飛来したFMには、FMを送った側が打ち上げたメテオの数が書かれている。FMを打ち上げると、その際自分が打ち上げた攻撃メテオの数に、FMに書かれた数のメテオが自動的に加算され、そのまま敵に送ることが出来る。また、再度味方に送り返すことも可能で、これをフレンドコンボと言う。
なお、FMが送られてから一定時間経過すると、FMが画面上から消え、代わりにFMに書かれた分の攻撃メテオが自分のフィールドに降ってくる。FMが消えるまでの時間は、FMに書かれた数字に反比例し、数字が多ければ多いほど消えるまでの時間も短くなってくる。また、FMの数値には上限があり、その数値の上限を突破してしまうと、FMを送った味方のフィールドに攻撃メテオが振ってきてしまう。

### アバター
今作ではプレイヤーキャラクターの分身として、アバターが導入された。このシステム自体は他のインターネットコミュニティで見られる同型のものと大差はない。用意されているモデルは男性型・女性型・子供型の3つで、初期設定画面において一度モデルを決定すると、以後変更は出来ない。ショップにはアバター用の装備アイテムが数多く用意されている。ただし殆どの装備アイテムには使用期間が設けられており、期限が切れた装備アイテムは再びポイントを支払って購入しなければならない。
なおゲームオプションが初期設定のままでゲームを行うと、アバターがゲーム画面を歩き回ってメテオの柄を隠してしまう問題があった。
また、「ブーストアイテム」と呼ばれる装飾品が存在する。これを装備している状態で試合を終わらせると、その試合で獲得した素材の数が数十パーセント増える、というものである。但し、全種類のメテオが増量するわけではなく、装備した各種ブーストアイテムにそれぞれ対応したメテオしか増量されないようになっている。

### アイテム
DS版にはなかった新アイテムが追加され、またアイテムそのものの仕様も大幅に変更された。また、DS版にあった物の内、幾つか削除されたアイテムもある。
今作ではまず使用したいアイテムを合成し、それをアイテム設定画面にて五つあるスロットに予め任意のアイテムをセットする事で使用可能となる。アイテムをセットしたスロットは「デッキ」と呼ばれ、最大で五つのデッキを保存することが出来る。全てのアイテムには個別に使用回数に制限が定められており、規定の使用回数を使い切ったアイテムは勝負が決着するまで再び使用する事は出来ない。殆どのアイテムは使用するとすぐに効果を発揮するため、従来のように発動前にアイテムを送り返すといった事は出来なくなっており、必ずアイテムの効果を受けるようになっている。また爆弾系アイテムは従来のようにカウントがついた状態で発動先に降ってくるが、打ち上げる事は出来ず、アイテムの乗っていた塊が消えるとアイテムだけが落ちてきてしまう。このため、現状ではアイテムへの有効な対抗手段は存在せず、被害を最小限に留めるようにプレイするしかない。
殆どのアイテムは合成する事によって使用可能になるのは従来と同様（一部のアイテムはメテガチャでのみ入手可能）だが、それらは無制限に使用出来る訳ではなく、アイテムを使う度にストックが減っていき、再び合成しなければ使用できなくなってしまう。ポイントにより購入する事も可能。
アイテムには以下の4つのカテゴリーが設定されている。
破壊
爆弾やトールハンマーなど、フィールドのメテオを破壊するアイテム。特に爆弾系はDMの破壊に専ら用いられている。用途によって任意に使用先を決められるが、中には妨害系アイテムに近い性質を持った、敵に対してのみ使用可能なものもある。
妨害
アクセルロックやスモークなど、相手のプレイを妨害するためのアイテム。敵に対してのみ使用可能。
サポート
HPリカバリーやロケットなど、ピンチを切り抜けたりするためのアイテム。自分と味方に対してのみ使用可能。
ジョーク
フローラルやデカビームなど、見た目の演出に凝ったアイテム。とはいえ、その効果はメテオを見辛くしたりアイテムの使用を封じたりと、妨害系アイテムに極めて近い性質を持つ。敵に対してのみ使用可能。

## タイムアタック
2007年2月9日に新たに「タイムアタック」サーバーが設置され、ゲームモードに
- 1分タイムアタック
- 3分タイムアタック
- 300メテオアタック
- 1000メテオアタック

がそれぞれ追加された。2007年2月16日から正式にサービスが開始された。
手に入れている惑星全てにおいてタイムアタックが可能だったため、DS版のタイムアタック以上のボリュームがあった。また、1人で遊べるほか、仲間を集めて最大6人で競争できるようにもなっている。それぞれのモード、惑星別にランキングやランキングページが用意されており、ユーザーが記録を出すとすぐにそれらに反映されるようになっている。ちなみに、タイムアタックで打ちあげたメテオは素材として手に入らないようになっている。
なお、タイムアタックについてはどのモードにおいても「一発滅亡」で「横移動あり」のルールが適用されている。また、降ってくるメテオに関しては予め設定が施されており、「決まった時間に」「決まったメテオが」「決まった場所に」降ってくるようになっている。
いわば、「詰め将棋」的なモードであり、高いアドリブ性が要求されるDS版メテオスのタイムアタックとは一味違うモードであった。

## 対戦方式、形式
対戦形式に関しては以下の物がある。
一発滅亡
ストックが1つしかなく、一回滅亡するとその時点でゲームオーバーとなる。5分の制限時間が定められており、最後まで滅亡しなかったプレイヤーが2名以上いた場合、試合終了時点でのスコアの高低により勝敗を決する。
フェニックス
5分間戦い、スコアと滅亡数で競う。滅亡数が多ければ多いほど順位は下がる。また、滅亡数が同じプレイヤーが複数いた場合は、スコアの大きさで順位を決める。
対戦方式には以下の物がある。
- チーム 3on3（3対3）
- チーム 2on2（2対2）
- チーム 2on2on2（2対2対2）
- バトルロイヤル（個人戦）

## 惑星（ステージ）

### 使用できる惑星
以下の惑星が使用できる。基本的にDS版の惑星と同名の惑星の性能は殆ど変わらないが、オンライン版になるに当たり、惑星攻撃力や惑星防御力等、細かい部分において多少の変更が施されている。
なお、一部の惑星は課金されており、「Qポイント」と呼ばれるポイントを購入しなければならない。惑星名の隣に書いてあるのが合成に必要なポイント数であり、1ポイント＝1円である。
合成可能期間が限定されていた惑星が再度合成可能になるキャンペーンを行っていたこともある。
- アナサジ
- オレアナ
- ファイアム
- フリーザム
- ジャゴンボ
- ビュウブーム
- レイヤーゼロ：500P
- ゲルゲル
- ジオライト：2000P
- ジオライト～冬～（ジオライトの派生版）
- ルミオス（オンライン版オリジナル惑星。元ネタはPSP専用ソフトのルミネス）
- グランネスト
- メックス：500P
- メガドーム（ビュウブームを所持していないと合成できない）
- リモチューブ（オンライン版オリジナル惑星）
- ブビット：500P
- ケイビオス
- ジオライト～春～（ジオライトの派生版）
- グラビトール：500P
- グラビトール9（グラビトールの横の列数が9列になったもの。「9」は「ナイン」と読む。合成にはグラビトールの所持が条件）
- フロリアス
- フォルテ：500P
- ディジェ（オンライン版オリジナル惑星）
- アロッド（オンライン版オリジナル惑星。オリジナル惑星の中で唯一合成可能期間が存在しない）
- ワイヤロン：500P
- ヘブンズドア：500P

## その他

### 打ちあがーるず
メテオスオンラインのプローモーションの一環として、喜屋武ちあきをリーダーに、三井保奈美、吉川麻衣子、堂上静華の計4人をメンバーとした「打ちあがーるず」が結成されていた。
また、メンバーにはメテオス内の宇宙人くんのキャラが割り振られており、ジオライトを喜屋武ちあき、アナサジを三井保奈美、オレアナを吉川麻衣子、ファイアムを堂上静華がそれぞれ担当していたが、サービス終了とともに解散した。